# Biserica de lemn din Brezoi

Biserica de lemn din Brezoi, foto: 2009

Pictură exterioară în pridvorul bisericii de lemn din Brezoi. Foto: 2009

Biserica de lemn din Brezoi a fost construită în anul 1789. Are hramul „Intrarea în Biserică”. Biserica se află pe lista monumentelor istorice sub codul LMI:  VL-II-m-B-09685.

## Istoric și trăsături
Biserica de lemn „Intrarea în Biserică“ a fost ridicată în anul 1789. Biserica a fost parohială până în anul 1896, moment în care, lângă ea, a fost zidită o altă biserică. Imediat după aceasta, biserica a servit drept capelă de cimitir. 
Biserica din Brezoi e construită din lemn de stejar și are temelia din piatră și bolovani de râu, nelegați cu mortar. În anul 1965, ea a fost tencuită în interior și exterior. În 1865, muntenegreanul Sima Stanovici, devenit cel mai bogat om din Brezoi, ca industriaș al lemnului, a tencuit și zugrăvit biserica pe cheltuiala sa și a celorlalți locuitori.În timpul Primului Război Mondial, din cauza unui incendiu, bolta bisericii și o parte din tencuială au fost distruse. 